# أنتوني إيتون
أنتوني إيتون (بالإنجليزية: Anthony Eaton)‏ (1972 في بابوا غينيا الجديدة)؛ روائي أسترالي.